# Nanase Aoi
Nanase Aoi (七瀬 葵 Thất Lai Quỳ) là một mangaka người Nhật.

## Tác phẩm

### Phim hoạt hình
- Seraphim Call
- Samurai Spirits 2: Asura Zanmaeden

### Ấn phẩm
- Artbooks
  - Angel Flavor
  - Seven Colors of Wind
- Truyện tranh
  - Angel/Dust (エンジェル/ダスト?)[1]
  - Angel/Dust Neo (エンジェル/ダストネオ?)[2]
  - Petit Monster (ぷちモン Puchimon?)
  - Heaven
  - Where the wind returns to (Oneshot)
- Tiểu thuyết nhẹ
  - Report of the Nature Spirits (気象精霊記?) (Illustrations)

### Trò chơi điện tử
- Aquarian Age TCG
- Asuka 120%
- Eithéa (アイシア?) (PS1 game)
- Dimension 0 (Zero)
- Monster Collection